# Косолманка (станция)
Косолманка — грузопассажирская станция Свердловской железной дороги на ветке Гороблагодатская — Серов (бывшая Богословская железная дорога). Расположена в посёлке Косолманка Верхотурского района Свердловской области России.
В 1918 году здесь находился населенный пункт Выселка Фоминского и Шведова и 86-ая верста Богословкой железной дороги вдоль которой сперва красные (неудачно) наступали на Верхотурье, а потом отступали ведя арьергардные бои к станции Большая Выя.
Станция была открыта в 1952 году в составе ветки Верхняя — Верхотурье Богословской железной дороги. Станция используется в основном для сортировки и разъезда товарных и пассажирских поездов, а также как остановочный пункт для нужд жителей посёлка. На станции имеется один пассажирский посадочный перрон для электричек обоих направлений, при нём есть небольшое одноэтажное административное здание, где находятся администрация станции и диспетчерская.
Через Косолманку транзитом следуют поезда дальнего следования Пермь — Приобье и Екатеринбург — Приобье; на станции останавливаются пригородные электропоезда Нижний Тагил — Верхотурье и Нижний Тагил — Серов.